# Nolasena ferrifervens
Nolasena ferrifervens är en fjärilsart som beskrevs av Walker 1857. Nolasena ferrifervens ingår i släktet Nolasena och familjen nattflyn. Inga underarter finns listade i Catalogue of Life.